# Appenzeller

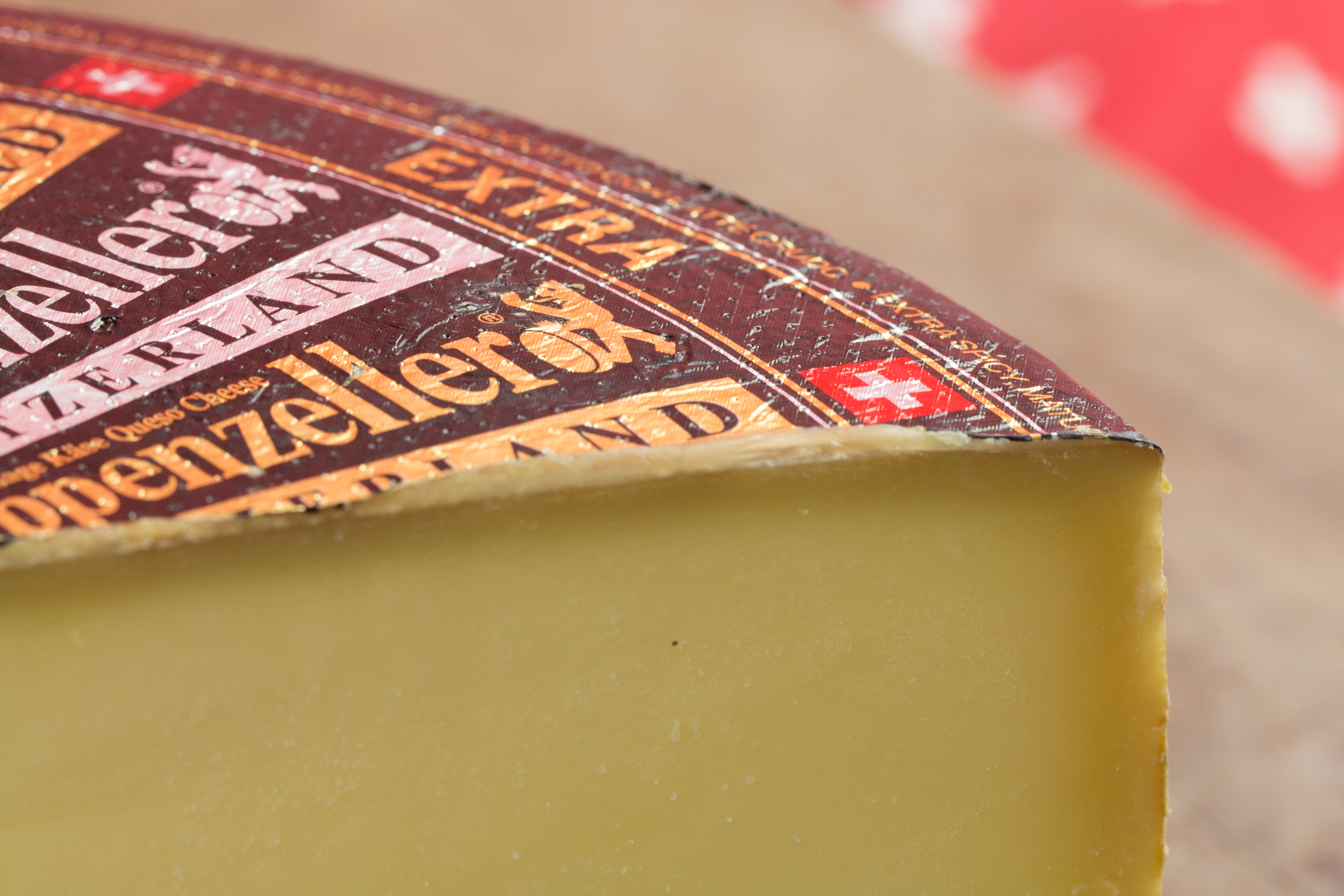
Brânza Appenzeller

Appenzeller sau Appenzell este o brânză elvețiană din lapte crud de vacă, cu pastă tare. Se produce în cantonul Appenzell Intern, cantonul Appenzell Extern și în anumite părți din cantonul St. Gallen și din cantonul Turgovia. 
Se prezintă sub forma de roată, cu diametrul de 30-33 cm și greutatea cuprinsă între 6 și 8 kilograme. Culoarea cojii variază de la galben-brun până la roșiatic, iar culoarea pastei este galben pai. Perioada de maturare durează cel puțin trei luni zile și poate depăși opt luni. 
Brânza „Appenzeller” se produce din lapte obținut în vaci care consumă numai fân sau pasc. O parte din laptele este degresat, pentru a controla procentul de grăsime final. Laptele este încălzit la temperatura de coagulare în cazane, cu adăugarea de fermenți lactici și cheag. Apoi, coagulul este împărțit, presat și întors de mai multe ori pentru a se obține forma corectă și greutatea dorită. Brânza rezultată este cufundată în saramură pentru a elimina surplusul de apă și a-se forma coajă. Apoi este depozită într-o pivnițe de maturare, unde este tratată periodic cu o saramură cu ierburi, care îi conferă gustul caracteristic.